# Кастельгалі
Кастельгалі́ (кат. Castellgalí) — муніципалітет, розташований в Автономній області Каталонія, в Іспанії. Код муніципалітету за номенклатурою Інституту статистики Каталонії — 80615. Знаходиться у районі (кумарці) Бажас (коди району — 07 та BG) провінції Барселона, згідно з новою адміністративною реформою перебуватиме у складі бегерії (округи) Центральна Каталонія.

## Населення
Населення міста (у 2007 р.) становить 1.611 осіб (з них менше 14 років — 18,1 %, від 15 до 64 — 67,8 %, понад 65 років — 14 %). У 2006 р. народжуваність склала 23 особи, смертність — 11 осіб, зареєстровано 13 шлюбів. У 2001 р. активне населення становило 454 особи, з них безробітних — 58 осіб.

Серед осіб, які проживали на території міста у 2001 р., 746 народилися в Каталонії (з них 516 осіб у тому самому районі, або кумарці), 201 особа приїхала з інших областей Іспанії, а 19 осіб приїхало з-за кордону. 

Університетську освіту має 8,3 % усього населення. 

У 2001 р. нараховувалося 340 домогосподарств (з них 19,4 % складалися з однієї особи, 24,7 % з двох осіб,26,2 % з 3 осіб, 18,2 % з 4 осіб, 6,5 % з 5 осіб, 4,4 % з 6 осіб, 0,3 % з 7 осіб, 0,3 % з 8 осіб і 0 % з 9 і більше осіб).

Активне населення міста у 2001 р. працювало у таких сферах діяльності: у сільському господарстві — 1,8 %, у промисловості — 31,6 %, на будівництві — 16,7 % і у сфері обслуговування — 50 %. 

 У муніципалітеті або у власному районі (кумарці) працює 342 особи, поза районом — 312 осіб.

### Безробіття
У 2007 р. нараховувалося 68 безробітних (у 2006 р. — 58 безробітних), з них чоловіки становили 29,4 %, а жінки — 70,6 %.

## Економіка

### Підприємства міста

#### Промислові підприємства
| \| Промислові підприємства міста, за сферою діяльності \| Промислові підприємства міста, за сферою діяльності \| Промислові підприємства міста, за сферою діяльності \| \| Рік \| 2002 р. \| 2001 р. \| \| --------------------------------------------------- \| --------------------------------------------------- \| --------------------------------------------------- \| \| Енергетичні та водні ресурси \| 14,6 % \| 15,4 % \| \| Хімія та метали \| 14,6 % \| 15,4 % \| \| Переробка металів \| 36,6 % \| 33,3 % \| \| Продукти харчування \| 0 % \| 0 % \| \| Текстиль \| 26,8 % \| 28,2 % \| \| Виробництво меблів, видання \| 7,3 % \| 7,7 % \| \| Інше \| 0 % \| 0 % \| \| Усього підприємств \| 41 \| 39 \| |         |         |
| Промислові підприємства міста, за сферою діяльності |         |         |
| Рік | 2002 р. | 2001 р. |
| Енергетичні та водні ресурси | 14,6 %  | 15,4 %  |
| Хімія та метали | 14,6 %  | 15,4 %  |
| Переробка металів | 36,6 %  | 33,3 %  |
| Продукти харчування | 0 %     | 0 %     |
| Текстиль | 26,8 %  | 28,2 %  |
| Виробництво меблів, видання | 7,3 %   | 7,7 %   |
| Інше | 0 %     | 0 %     |
| Усього підприємств | 41      | 39      |

#### Роздрібна торгівля
| \| Підприємства роздрібної торгівлі міста, за сферою діяльності \| Підприємства роздрібної торгівлі міста, за сферою діяльності \| Підприємства роздрібної торгівлі міста, за сферою діяльності \| \| Рік \| 2002 р. \| 2001 р. \| \| ------------------------------------------------------------ \| ------------------------------------------------------------ \| ------------------------------------------------------------ \| \| Продукти харчування \| 66,7 % \| 62,5 % \| \| Одяг та взуття \| 0 % \| 0 % \| \| Товари для дому \| 11,1 % \| 12,5 % \| \| Книги та періодичні видання \| 0 % \| 0 % \| \| Промислова хімічна продукція \| 11,1 % \| 12,5 % \| \| Продукція, пов'язана з транспортними засобами \| 0 % \| 0 % \| \| Інше \| 11,1 % \| 12,5 % \| \| Усього підприємств \| 9 \| 8 \| |         |         |
| Підприємства роздрібної торгівлі міста, за сферою діяльності |         |         |
| Рік | 2002 р. | 2001 р. |
| Продукти харчування | 66,7 %  | 62,5 %  |
| Одяг та взуття | 0 %     | 0 %     |
| Товари для дому | 11,1 %  | 12,5 %  |
| Книги та періодичні видання | 0 %     | 0 %     |
| Промислова хімічна продукція | 11,1 %  | 12,5 %  |
| Продукція, пов'язана з транспортними засобами | 0 %     | 0 %     |
| Інше | 11,1 %  | 12,5 %  |
| Усього підприємств | 9       | 8       |

#### Сфера послуг
| \| Підприємства міста, що працюють у сфері послуг, за діяльністю \| Підприємства міста, що працюють у сфері послуг, за діяльністю \| Підприємства міста, що працюють у сфері послуг, за діяльністю \| \| Рік \| 2002 р. \| 2001 р. \| \| ------------------------------------------------------------- \| ------------------------------------------------------------- \| ------------------------------------------------------------- \| \| Гуртова торгівля \| 19,1 % \| 18,8 % \| \| Готелі та готельний бізнес \| 14,9 % \| 16,7 % \| \| Транспорт та зв'язок \| 19,1 % \| 20,8 % \| \| Посередницькі фінансові послуги \| 2,1 % \| 2,1 % \| \| Послуги підприємствам \| 6,4 % \| 8,3 % \| \| Послуги фізичним особам \| 21,3 % \| 20,8 % \| \| Нерухомість та ін. \| 17 % \| 12,5 % \| \| Усього підприємств \| 47 \| 48 \| |         |         |
| Підприємства міста, що працюють у сфері послуг, за діяльністю |         |         |
| Рік | 2002 р. | 2001 р. |
| Гуртова торгівля | 19,1 %  | 18,8 %  |
| Готелі та готельний бізнес | 14,9 %  | 16,7 %  |
| Транспорт та зв'язок | 19,1 %  | 20,8 %  |
| Посередницькі фінансові послуги | 2,1 %   | 2,1 %   |
| Послуги підприємствам | 6,4 %   | 8,3 %   |
| Послуги фізичним особам | 21,3 %  | 20,8 %  |
| Нерухомість та ін. | 17 %    | 12,5 %  |
| Усього підприємств | 47      | 48      |

## Житловий фонд
У 2001 р. 4,4 % усіх родин (домогосподарств) мали житло метражем до 59 м2, 29,7 % — від 60 до 89 м2, 39,1 % — від 90 до 119 м2 і
26,8 % — понад 120 м2.

З усіх будівель у 2001 р. 57,2 % було одноповерховими, 37,5 % — двоповерховими, 4,9 % — триповерховими, 0,4 % — чотириповерховими, 0 % — п'ятиповерховими, 0 % — шестиповерховими,
0 % — семиповерховими, 0 % — з вісьмома та більше поверхами.

## Автопарк
| \| Автомобілі, зареєстровані у місті, за призначенням \| Автомобілі, зареєстровані у місті, за призначенням \| Автомобілі, зареєстровані у місті, за призначенням \| \| Рік \| 2006 р. \| 2005 р. \| \| -------------------------------------------------- \| -------------------------------------------------- \| -------------------------------------------------- \| \| Приватні автомобілі \| 62,1 % \| 63,7 % \| \| Мотоцикли \| 10,1 % \| 8,4 % \| \| Вантажівки \| 23,4 % \| 23,9 % \| \| Трактори \| 0,5 % \| 0,4 % \| \| Автобуси та ін. \| 3,8 % \| 3,6 % \| \| Усього автомобілів \| 1.175 шт. \| 1.069 шт. \| |           |           |
| Автомобілі, зареєстровані у місті, за призначенням |           |           |
| Рік | 2006 р.   | 2005 р.   |
| Приватні автомобілі | 62,1 %    | 63,7 %    |
| Мотоцикли | 10,1 %    | 8,4 %     |
| Вантажівки | 23,4 %    | 23,9 %    |
| Трактори | 0,5 %     | 0,4 %     |
| Автобуси та ін. | 3,8 %     | 3,6 %     |
| Усього автомобілів | 1.175 шт. | 1.069 шт. |

## Вживання каталанської мови
У 2001 р. каталанську мову у місті розуміли 98,2 % усього населення (у 1996 р. — 98,8 %), вміли говорити нею 86,4 % (у 1996 р. — 89,6 %), вміли читати 78,8 % (у 1996 р. — 86,5 %), вміли писати 61,9 % (у 1996 р. — 57,3 %). Не розуміли каталанської мови 1,8 %.

## Політичні уподобання
У виборах до Парламенту Каталонії у 2006 р. взяло участь 609 осіб (у 2003 р. — 597 осіб). Голоси за політичні сили розподілилися таким чином:
| \| Вибори до Парламенту Каталонії \| Вибори до Парламенту Каталонії \| Вибори до Парламенту Каталонії \| \| Рік \| 2006 р. \| 2003 р. \| \| -------------------------------------- \| ------------------------------ \| ------------------------------ \| \| Конвергенція та Єднання (CiU) \| 41,2 % \| 40,2 % \| \| Соціалістична партія Каталонії (PSC) \| 30,2 % \| 28,5 % \| \| Народна партія (PP) \| 6,1 % \| 9,9 % \| \| Ініціатива за зелену Каталонію (IC) \| 6,9 % \| 5,4 % \| \| Республіканська лівиця Каталонії (ERC) \| 13 % \| 14,4 % \| \| Громадянська партія (C's) \| 1,1 % \| 0 % \| \| Інші \| 1,5 % \| 1,7 % \| |         |         |
| Вибори до Парламенту Каталонії |         |         |
| Рік | 2006 р. | 2003 р. |
| Конвергенція та Єднання (CiU) | 41,2 %  | 40,2 %  |
| Соціалістична партія Каталонії (PSC) | 30,2 %  | 28,5 %  |
| Народна партія (PP) | 6,1 %   | 9,9 %   |
| Ініціатива за зелену Каталонію (IC) | 6,9 %   | 5,4 %   |
| Республіканська лівиця Каталонії (ERC) | 13 %    | 14,4 %  |
| Громадянська партія (C's) | 1,1 %   | 0 %     |
| Інші | 1,5 %   | 1,7 %   |

У муніципальних виборах у 2007 р. взяло участь 842 особи (у 2003 р. — 736 осіб). Голоси за політичні сили розподілилися таким чином:
| \| Муніципальні вибори \| Муніципальні вибори \| Муніципальні вибори \| \| Рік \| 2007 р. \| 2003 р. \| \| -------------------------------------- \| ------------------- \| ------------------- \| \| Конвергенція та Єднання (CiU) \| 32,5 % \| 31,2 % \| \| Соціалістична партія Каталонії (PSC) \| 62 % \| 63,7 % \| \| Народна партія (PP) \| 0 % \| 0 % \| \| Ініціатива за зелену Каталонію (IC) \| 0 % \| 0 % \| \| Республіканська лівиця Каталонії (ERC) \| 5,5 % \| 5 % \| \| Громадянська партія (C's) \| 0 % \| 0 % \| \| Інші \| 0 % \| 0 % \| |         |         |
| Муніципальні вибори |         |         |
| Рік | 2007 р. | 2003 р. |
| Конвергенція та Єднання (CiU) | 32,5 %  | 31,2 %  |
| Соціалістична партія Каталонії (PSC) | 62 %    | 63,7 %  |
| Народна партія (PP) | 0 %     | 0 %     |
| Ініціатива за зелену Каталонію (IC) | 0 %     | 0 %     |
| Республіканська лівиця Каталонії (ERC) | 5,5 %   | 5 %     |
| Громадянська партія (C's) | 0 %     | 0 %     |
| Інші | 0 %     | 0 %     |